# Ногаредо ди Корно (Удине)
Ногаредо ди Корно је насеље у Италији у округу Удине, региону Фурланија-Јулијска крајина.
Према процени из 2011. у насељу је живело 220 становника. Насеље се налази на надморској висини од 109 м.